# Reiko Nakamura
Reiko Nakamura (jap. 中村礼子 Nakamura Reiko; ur. 17 maja 1982 w Jokohamie) – japońska pływaczka, dwukrotna brązowa medalistka olimpijska, trzykrotna brązowa medalistka mistrzostw świata, wicemistrzyni świata (basen 25 m).
Specjalizuje się w stylu grzbietowym. Dwukrotnie startowała w igrzyskach olimpijskich. W 2004 w Atenach była trzecia na 200 m i czwarta na 100 m, natomiast cztery lata później w Pekinie ponownie zdobyła brązowy medal na 200 m, a na dystansie 100 m stylem grzbietowym zajęła 4. miejsce. Startowała również w sztafecie 4 x 100 m stylem zmiennym, dwukrotnie pływając w finale: w 2004 roku zajęła piąte, a w 2008 roku szóste miejsce.

## Osiągnięcia

### Igrzyska olimpijskie
| Olimpiada  | Data             | Konkurencja               | Rezultat    | Miejsce |
| ---------- | ---------------- | ------------------------- | ----------- | ------- |
| Ateny 2004 | 11 sierpnia 2004 | 200 m stylem grzbietowym  | 1.01,05 min | 4.      |
| Ateny 2004 | 20 sierpnia 2004 | 200 m stylem grzbietowym  | 2.09,88 min | [ 1 ]   |
| Ateny 2004 | 21 sierpnia 2004 | 4 x 100 m stylem zmiennym | 4.04,83 min | 5.      |
| Pekin 2008 | 12 sierpnia 2008 | 100 m stylem grzbietowym  | 59,72 s     | 6.      |
| Pekin 2008 | 16 sierpnia 2008 | 200 m stylem klasycznym   | 2.07,13 min |         |
| Pekin 2008 | 17 sierpnia 2008 | 4 x 100 m stylem zmiennym | 4.04,83 min | 6.      |

### Mistrzostwa świata
- 2005 Montreal –  brąz – 200 m stylem grzbietowym
- 2009 Rzym –  brąz – 100 m stylem grzbietowym
- 2009 Rzym –  brąz – 200 m stylem grzbietowym

### Mistrzostwa świata (basen 25 m)
- 2002 Moskwa –  srebro – 200 m stylem grzbietowym